# Trinomys
Trinomys is een geslacht van zoogdieren uit de familie van de stekelratten (Echimyidae). De wetenschappelijke naam van het geslacht werd in 1921 gepubliceerd door Oldfield Thomas.

## Soorten
Er worden 10 soorten in dit geslacht geplaatst:
- Trinomys albispinus (I. Geoffroy Saint-Hilaire, 1838)
- Trinomys dimidiatus (Günther, 1877)
- Trinomys eliasi (Pessôa & Reis, 1993)
- Trinomys gratiosus (Moojen, 1948)
- Trinomys iheringi (O. Thomas, 1911)
- Trinomys mirapitanga Lara, Patton, & Hingst-Zaher, 2002
- Trinomys moojeni (Pessôa, J. A. Oliveira, & Reis, 1992)
- Trinomys paratus (Moojen, 1948)
- Trinomys setosus (Desmarest, 1817)
- Trinomys yonenagae (P. L. B. Rocha, 1995)